# Sisyphus eburneus
Sisyphus eburneus är en skalbaggsart som beskrevs av Yves Cambefort 1984. Sisyphus eburneus ingår i släktet Sisyphus och familjen bladhorningar. Inga underarter finns listade i Catalogue of Life.